# Nagroda Filmfare za Najlepszą Rolę Negatywną
Nagroda Filmfare za najlepszą rolę negatywną to wysoko ceniona w Indiach nagroda przyznawana corocznie przez czasopismo "Filmfare" za osiągnięcia artystyczne w filmach w języku hindi. Chociaż nagrody są przyznawane od 1953 roku kategorię "Nagroda za Najlepszą Rolę Negatywną" wprowadzono dopiero w 1991 roku. Dwukrotnie otrzymali ją Ashutosh Rana i Nana Patekar. Aż 6 nominacji miał Amrish Puri, cztery Danny Denzongpa, trzy Naseeruddin Shah, po dwie John Abraham, Ajay Devgan i Manoj Bajpai – nagrody jednak nie otrzymali. Z aktorek nominowane były tylko Bipasha Basu, Preity Zinta, Urmila Matondkar, a nagrodę otrzymały Kajol (jako pierwsza kobieta w historii) i Priyanka Chopra.
Za rok 2007 nie przyznano nagrody. Ominęła więc być może typowanego do niej przez krytyków Vivek Oberoia za rolę gangstera w Shootout at Lokhandwala.

## Lista osób nagrodzonych
| Rok  | Aktor               | Film                   |
| ---- | ------------------- | ---------------------- |
| 2008 | nie przyznano       |                        |
| 2007 | Saif Ali Khan       | Omkara                 |
| 2006 | Nana Patekar        | Apaharan               |
| 2005 | Priyanka Chopra     | W sieci miłości        |
| 2004 | Irrfan Khan         | Haasil                 |
| 2003 | Ajay Devgan         | Deewangee              |
| 2002 | Akshay Kumar        | Ajnabee                |
| 2001 | Sunil Shetty        | Dhadkan                |
| 2000 | Ashutosh Rana       | Sangharsh              |
| 1999 | Ashutosh Rana       | Dushman                |
| 1998 | Kajol               | Gupt: The Hidden Truth |
| 1997 | Arbaaz Khan         | Daraar                 |
| 1996 | Mithun              | Jallad                 |
| 1995 | Shah Rukh Khan      | Anjaam                 |
| 1994 | Paresh Rawal        | Sir                    |
| 1993 | Nana Patekar        | Angaar                 |
| 1992 | Sadashiv Amrapurkar | Sadak                  |

## Lista nominowanych
| - 2007 - Saif Ali Khan – Omkara - Boman Irani – Lage Raho Munna Bhai - Emraan Hashmi – Gangster - John Abraham – Zinda - Naseeruddin Shah – Krrish | - 2006 - Nana Patekar – Apaharan - Ajay Devgan – Czas zguby - Kay Kay Menon – Sarkar - Pankaj Kapoor – Sekcja dziesiąta | - 2005 - Priyanka Chopra – W sieci miłości - Abhishek Bachchan – Młodość - Ajay Devgan – Mundur - John Abraham – Dhoom - Sunil Shetty – Jestem przy tobie |

| - 2004 - Irrfan Khan – Haasil - Bipasha Basu – Jism - Preity Zinta – Armaan - Feroz Khan – Janasheen - Jashpal Sharmal – Ganga Jal | - 2003 - Ajay Devgan – Deewangee - Akshaye Khanna – Humraaz - Manoj Bajpai – Road - Nana Patekar – Shakti: The Power - Shabana Azmi – Makdee | - 2002 - Akshay Kumar – Ajnabee - Aftab Shivdasani – Kasoor - Amrish Puri – Gadar-Ek Prem Katha - Manoj Bajpai – Aks - Urmila Matondkar – Pyaar Tune Kya Kiya |

| - 2001 - Sunil Shetty – Dhadkan - Govinda – Shikari - Jackie Shroff – Misja w Kaszmirze - Rahul Dev – Champion - Sharad Kapoor – Namiętność | - 2000 - Ashutosh Rana – Sangharsh - Amrish Puri – Baadshah - Naseeruddin Shah – Poświęcenie - Rahul Bose – Thakshak - Sayaji Shinde – Shool | - 1999 - Ashutosh Rana – Dushman - Shah Rukh Khan – Sobowtór - Govind Namdeo – Satya - Mukesh Tiwari – China Gate - Sharat Saxena – Ghulam |

| - 1998 - Kajol – Gupt: The Hidden Truth - Aditya Pancholi – Miłość czy pieniądze? - Amrish Puri – Koyla - Milind Gunaji – Virasat - Sadashiv Amrapurkar – Miłość | - 1997 - Arbaaz Khan – Daraar | - 1996 - Mithun Chakraborty – Jallad - Amrish Puri – Karan Arjun - Ashol Ashish Vidyarthi – Drohkaal - Danny Denzongpa – Deszcz - Mohan Agashe – Trimurti |

| - 1995 - Shah Rukh Khan – Anjaam - Danny Denzongpa – Krantiveer - Danny Denzongpa – Vijaypath - Paresh Rawal – Virasat - Naseeruddin Shah – Mohra | - 1994 - Paresh Rawal – Sir - Shah Rukh Khan – Strach - Amrish Puri – Damini - Gulshan Grover – Sir - Raj Babbar – Dalaal | - 1993 - Nana Patekar – Angaar - Amrish Puri – Tahelka - Kiran Kumar – Khuda Gawah |

| - 1992 - Sadashiv Amrapurkar – Sadak - Amrish Puri – Saudagar - Danny Denzongpa – Hum - Om Puri – Narshimha |